# Tilia jiaodongensis
Tilia jiaodongensis S.B.Liang – gatunek drzewa z rodziny ślazowatych. Występuje naturalnie w Chinach – w prowincji Szantung. 

## Morfologia
PokrójZrzucające liście drzewo.
LiścieBlaszka liściowa ma kształt od owalnego do owalnie okrągłego. Mierzy 5–8 cm długości oraz 5–7 cm szerokości, jest piłkowana na brzegu, ma sercowatą nasadę i ostry wierzchołek. Ogonek liściowy jest nagi i ma 30–50 mm długości.
KwiatyZebrane po 4–100 w wierzchotkach wyrastających z kątów lancetowatych podsadek o długości 5–9 mm. Mają 5 działki kielicha o owalnym kształcie i dorastające do 4–5 mm długości. Płatków jest 5, mają odwrotnie jajowaty kształt i osiągają do 4–5 mm długości. Pręcików jest około 20.
OwocOrzeszki o średnicy 5 mm i niemal kulistym kształcie.

## Biologia i ekologia
Rośnie na brzegach cieków wodnych oraz w lasach. Występuje na wysokości do 600 m n.p.m.